# قلب‌های وحشی را نمی‌توان شکست
قلب‌های وحشی را نمی‌توان شکست (به انگلیسی: Wild Hearts Can't Be Broken) فیلمی محصول سال ۱۹۹۱ و به کارگردانی استیو مینر است. در این فیلم بازیگرانی همچون گابریل انور، کلیف رابرتسون، مایکل شوفلینگ، دیلان کوسمن، کاتلین یورک و فرانک رنزولی ایفای نقش کرده‌اند.